# Donghak-bevægelsen
 Der er for få eller ingen kildehenvisninger i denne artikel, hvilket er et problem. Du kan hjælpe ved at angive troværdige kilder til de påstande, som fremføres i artiklen.

Donghak-bevægelsen (koreansk hanja: 東學農民運動; hangeul: 동학농민운동; oversat: Donghak Nongmin Undong; "Donghak-bondebevægelsen) var en koreansk folkebevægelse som rettede sig mod Joseon-regeringen, mod feudalstyret (yangbanerne) og mod fremmed indflydelse i landet. Bevægelsen havde sit udgangspunkt i donghak (東學; 동학; "Østlig lærdom"), en religion eller ideologi oprettet i 1860 af Choe Je-u som kombinerede elementer fra konfucianisme, buddhisme, koreansk shamanisme og songyo med moderne humanisme og ideer om klassekamp, som måske kan kaldes marxistiske. Central i denne religion er, foruden troen på menneskenes lighed, også troen på Haneullim ("Himmelens herre"), en passiv guddom. Cheo Je-u ønskede at hjælpe de undertrykte bønder, som stadig var misfornøjede med yangbanernes styre over dem.
Denne bevægelse startede i februar 1894 donghak-oprøret (東學蜂起; 동학봉기; Donghak bonggi), som havde sit udspring i Gobu i det sydlige Korea, da bønderne protesterede mod de lokale magtudøveres korruption. Joseon-regeringen mislykkedes i sit forsøg på at slå oprøret ned, og de indledende små træfninger udviklede sig til større slag. Det koreanske hof anmodede om hjælp fra Qing-dynastiet i Kina, som Joseon var en tributydende stat under, for at slå ned oprøret. Da japanske embedsmænd opdagede, at 3000 kinesiske soldater var gået i land nær Hanseong i juni, tolkede japanske repræsentanter i Korea dette som et brud på Tianjinkonventionen fra kinesisk side og sendte styrker til landet uden at informere sin egen regering.
Efter, at de kinesiske soldater var ankommet, forhandlede koreanske myndigheder en fredsaftale med oprørerne, men den voksende spænding mellem Kina og Japan førte til den første kinesisk-japanske krig, som delvis blev udkæmpet i Korea. Allerede mens krigen begyndte, brød et nyt donghak-oprør ud mod den nye, japansk-venlige regering i Hanseong. Det afgørende slag var slaget ved Ugemuchi, hvor en kombineret japansk-koreansk styrke på 5.200 mand, udstyrede med moderne kanoner, fra oktober til november 1894 besejrede en langt større men dårlig udstyret koreansk bondehær. Resterne af hæren blev spredt og siden besejret. Donghak-kommandanten Jeon Bongjun blev fanget i marts 1895.
Donghak-oprøret blev militært nedkæmpet og kunne ikke forhindre, at Joseon kom under stærkere og stærkere japansk indflydelse, og efter den russisk-japanske krig i 1905 var Japan dominerende i Korea og forblev det helt frem til landets nederlag i 1945. Til trods for dette blev der taget hensyn til flere af bøndernes krav i de følgende gaboreformer.
De religiøse sider ved bevægelsen har levet videre som cheondoisme, en nyere koreansk religion. Den senere vigtige nationalist Gim Gu (1876-1949) var også en mindre militær leder i donghak-oprøret.